# Viktor von Ephrussi
Viktor, Ritter von Ephrussi est un banquier autrichien né le 8 novembre 1860 à Odessa (Empire russe) et mort le 6 février 1945 à Tunbridge Wells (Royaume-Uni).

## Parcours
Viktor von Ephrussi est l'héritier de la banque Ephrussi & Co de Vienne (Autriche), fondée par son père Ignaz von Ephrussi. Il est anobli et fait chevalier (Ritter) en 1872 par l'empereur d'Autriche, en même temps que son père.
Il épouse à Vienne le 7 mars 1899 la baronne Emmy Henriette Schey von Koromla (1879-1938), d'une famille liée aux Rothschild (V. Famille Rothschild). Le couple a quatre enfants :
- Elisabeth (1899-1991) (Mme Henri de Waal)
- Gisela (1904-1985) (Mme Alfredo Bauer)
- Ignaz « Iggie » Leo Karl (1906-1994)
- Rudolf (1918- New York, 1971).

Viktor von Ephrussi loge au palais Ephrussi à Vienne (Autriche), 14 Dr. Karl Lueger-Ring (rebaptisée en 2012 « Universitätsring »). 
En 1920-23, Viktor est très éprouvé par l'inflation qui le ruine partiellement.
En mai 1938, il est spolié de tous ses biens par les nazis qui viennent d'annexer l'Autriche : son palais, ses collections d'art, ainsi que la banque Ephrussi sont « aryanisés ».
Ruiné et menacé de déportation, il se réfugie d'abord en Slovaquie dans sa maison de campagne à Kövesces, où meurt sa femme, puis, devant l'avancée des nazis, chez sa fille Elisabeth au Royaume-Uni en 1938, et meurt à Tunbridge Wells (Kent) en 1945.
Ses enfants quittèrent Vienne à partir des années 1920. Elisabeth fut la première femme docteur ès lettres en Autriche puis partit vivre aux États-Unis au moment de l'Anschluss. Gisela partit à Madrid en 1925. Ignaz-Iggie devint couturier à Paris avant de s'expatrier lui aussi en Amérique, s'enrôle comme agent de renseignements militaires puis est exportateur de céréales à Tokyo.